# Alejandro Arroyo Ríos
Alejandro Arroyo Ríos (Temuco, 25 de octubre de 1957) es un Escritor, Guitarrista, Compositor, Director Coral y Doctor en Neurociencias chileno.

## Reseña biográfica
Su obra se ha centrado en la transcripción de temas chilenos para la guitarra de concierto de diez cuerdas. En 1983 conformó con el guitarrista Adrián La Mura el dúo La Mura Arroyo, ambos discípulos del maestro Enzo la Mura Bruno, considerados por la crítica musical como el primer dúo de guitarras chilenas del siglo XX.
Su principal aporte ha sido la composición Ülkantum Mapuchinas, paisaje sonoro en diez cuerdas basada en cantos mapuche. La obra ha sido presentada en varias ocasiones en Nice-Francia. En 2013, la versión para guitarra fue lanzada en el X Concurso Internacional de Guitarra Clásica Heitor Villa-Lobos, donde se considera «partitura obligatoria». En 2016 se interpretó acompañado de la Orquesta de Cámara de la Escuela de Música de Nice con motivo del XX Encuentro de Guitarra Clásica que reúne guitarristas de renombre internacional.
Como Maestro y Director Coral, participó en encuentros nacionales e internacionales siendo el más reconocido el Coro de la Universidad de la Frontera.
Un accidente automovilístico lo inmovilizó por diez años de sus actividades musicales, emprendiendo un viaje por el conocimiento de las Neurociencias en la Escuela Paulista de Medicina de Sao Paulo-Brasil donde desarrolló un Test de procesamiento cerebral con estímulos musicales, consistente en determinar los patrones que implican el estímulo musical para diagnosticar ciertas falencias o necesidades en el paciente a través de la respuesta cerebral obtenidas por la inducción de música.
En el campo cultural ha destacado su aporte al legado musical de Carabineros de Chile con la publicación del Himnario de la Institución.

## Publicaciones
- Beethoven nos habla desde su abismo de soledad y depresión: Un atlas histórico y fisiopatológico de su sordera, 2023.[11] Prólogo del músico chileno Alberto Cumplido.
- Alzheimer desde los océanos de la Memoria: Conocimiento neurocientífico del poder de la música y del amor en la recuperación de la memoria, 2022[12]
- La Vida se cura con la Vida: Un camino de música y medicina para superar el dolor y abrazar el amor, 2020. Prólogo del escritor y filósofo Ziley Mora Penrose .[13]

- Cántico de los Afectos, 2018. Dialoga con el escritor y filósofo Ziley Mora Penrose. Prólogo de Cristian Warnken.[14]

- Tesis para doctorado en ciencias médicas: Procesamiento auditivo: elaboración y uso de procedimientos con estímulos musicales, 2005.[15]

- Las relaciones interhemisféricas cerebrales en la comunicación humana, 2002.[16]

## Influencias
Alejandro Arroyo Ríos ha sido influenciado por:
- Robert de Visée, cuya música y transcripción de la tablatura estudió a través de Isolde Pfennings Cacialli, su primera maestra de guitarra clásica en el conservatorio de la Universidad Austral de Chile.
- Enzo la Mura Bruno de quien fue su discípulo en la temprana formación de guitarra clásica.
- Ángel Parra con quien representó a Chile en el "Segundo encuentro internacional de guitarra" en Viña del Mar.[17]
- María Luisa Anido con quien perfeccionó sus estudios superiores de guitarra clásica e impulsó su carrera de concertista internacional.[18]
- Eulogio Dávalos. Arroyo representó internacionalmente a Chile en varias ocasiones[19] junto a Eulogio Dávalos, quien además en 1990 introdujo al Dúo La Mura & Arroyo en el “Festival Internacional de Guitarras de Chile”.[20]